# Herr von Boilstädt
Koordinaten: 50° 55′ 45,1″ N, 10° 40′ 10,2″ O

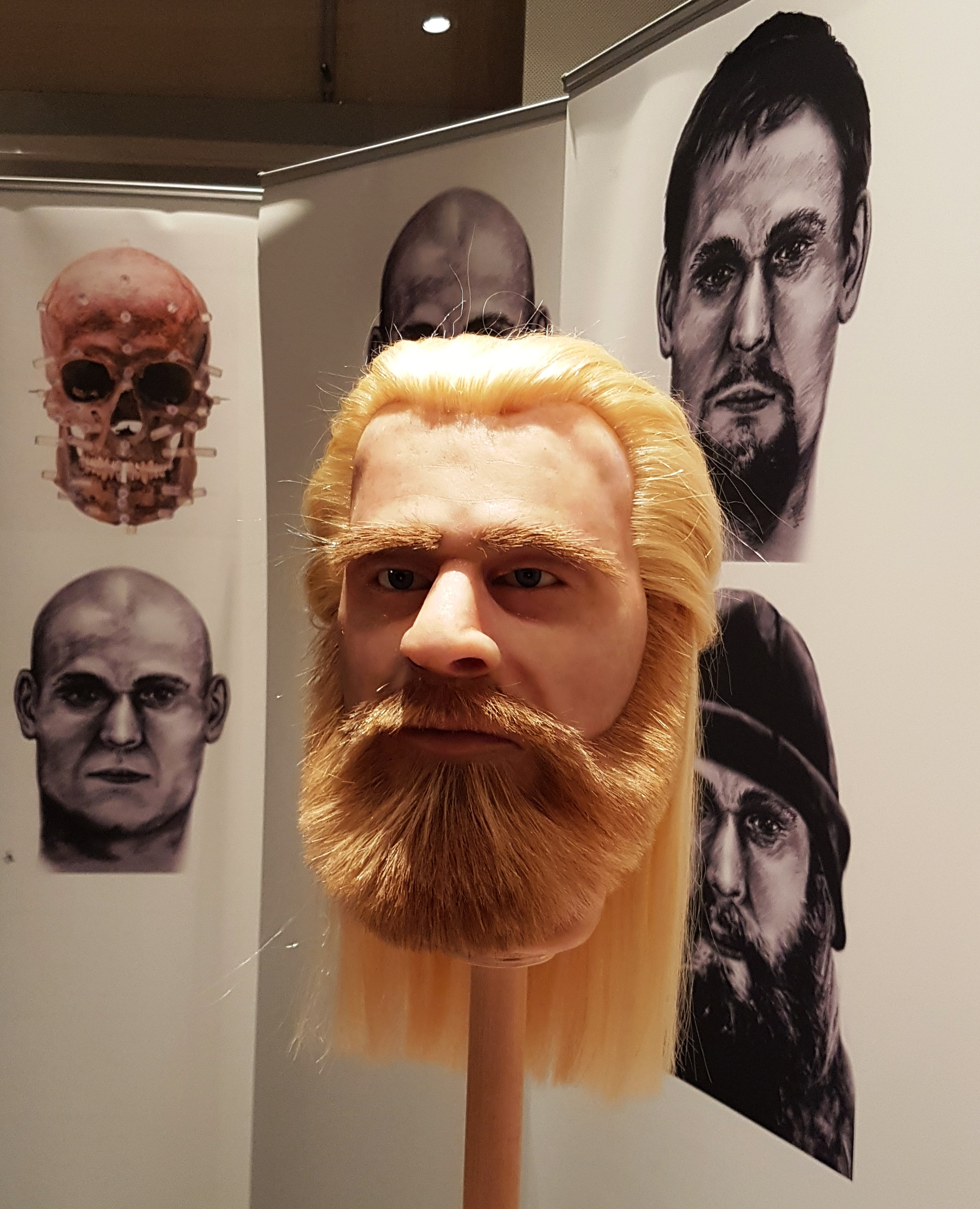
Plastische und zeichnerische Rekonstruktion, Befund 96, „Herr von Boilstädt“, datiert etwa 570 bis 610 n. Chr.

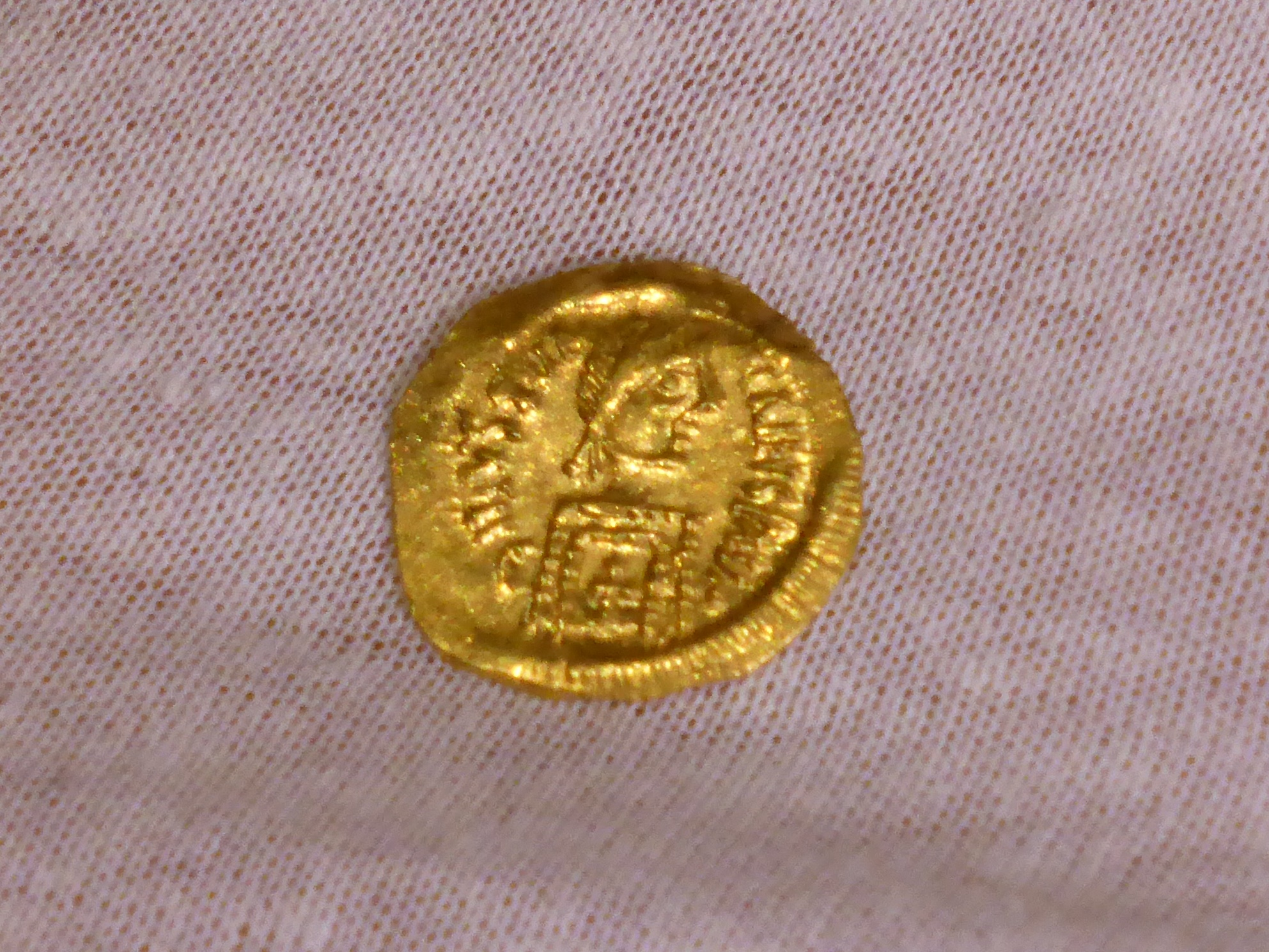
Charonspfennig im Befund 96

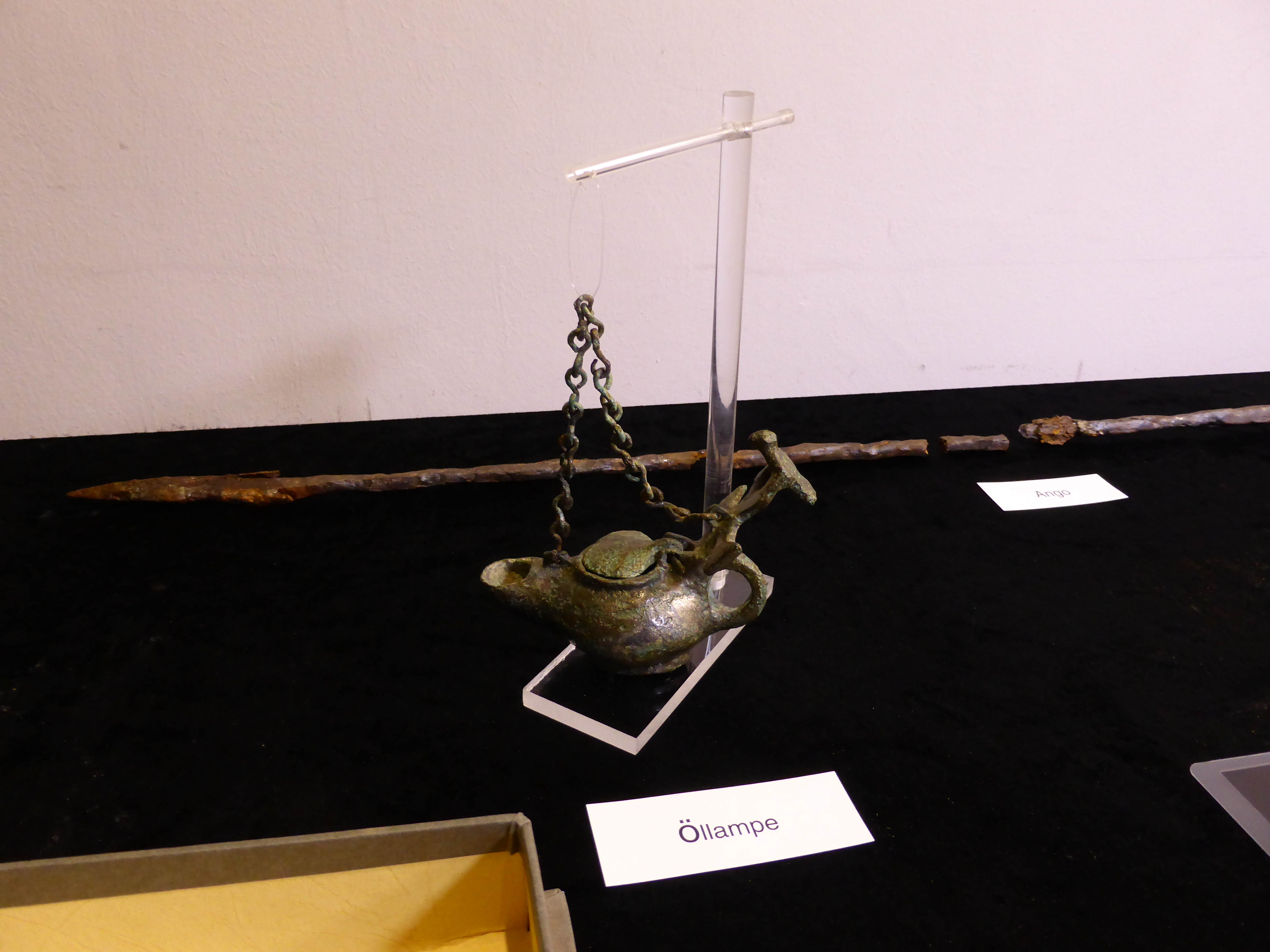
Byzantinische Lampe mit christlicher Symbolik

Als Herr von Boilstädt wird die Grablege eines Kriegers der thüringisch-fränkischen Oberschicht aus dem 6. Jahrhundert in der Nähe von Boilstädt in Thüringen bezeichnet. Sie blieb lange ungestört; 2013 wurde sie mit reichhaltigen Grabbeigaben geborgen.

## Fund
Nachdem bei Straßenbauarbeiten an der neuen Umgehungsstraße zwischen Gotha-Sundhausen und Gotha-Boilstädt im Jahre 2012 archäologische Funde gemacht wurden, fanden von August 2012 bis November 2013 Ausgrabungen durch das Thüringische Landesamt für Denkmalpflege und Archäologie (TLDA) statt.
Die weit über 100 Funde auf einer Trassenlänge von etwa drei Kilometern wurden auf verschiedene Epochen datiert. Älteste Befunde stammen aus Siedlungsresten der jungsteinzeitlichen Linearbandkeramik (5500 v. Chr. – 5 Einzelbestattungen und 1 Mehrfachbestattung mit mindestens 9 Individuen), während andere Siedlungsreste der frühen Bronzezeit (um 2000 v. Chr.) zugeordnet wurden. Weitere Befunde weisen auf Grabhügel der späten Bronzezeit (ca. 1000 v. Chr. – 1 Grabhügel mit Zentralbestattung und 3 Nachbestattungen am Hügelfuß) und auf Spuren der Besiedelung aus der Eisenzeit (ca. 500 v. Chr.) hin.

### Merowingerzeitliches Gräberfeld von Boilstädt
Die bedeutendsten Funde stammen aus dem Frühmittelalter (um 600 n. Chr.) aus der Zeit der Merowinger. Aus dieser Epoche wurden 44 Grablegen gefunden (40 menschliche Gräber und 4 Pferdebestattungen, davon eine mit Hund). Von den menschlichen Gräbern hatten 9 Gräber hölzerne Grabeinbauten und 3 Grabstätten waren als Hügel ausgebildet. Es wurden 3 Doppelbestattungen und 4 Nachbestattungen aufgefunden. Von den ausgegraben 47 Individuen waren 40 Erwachsene (8 männliche, 14 weibliche und 18 arch. unbestimmbare Erwachsene) und 7 Kinder. Alle Individuen zeigten keine Hinweise auf kriegerische Auseinandersetzungen. Das durchschnittliche Sterbealter lag bei 40 Jahren.
Um die genaue Ausdehnung des Gräberfeldes zu ermitteln, wurde im Sommer 2016 eine Magnetfeldgradienten-Kartierung vom TLDA durchgeführt. Mit einem Magnetometer wurde die Umgebung der bisherigen  Fundstellen untersucht. Die Ergebnisse weisen auf weitere Bestattungen nördlich der bisherigen Fundstelle hin. Das Areal wurde als Bodendenkmal eingetragen und unter Schutz gestellt.

## Befunde
Die wichtigsten Befunde bildeten zwei reich ausgestattete Kriegerbestattungen, die vollständig erhalten waren und nicht beraubt wurden. Beide stammen aus der Zeit um 600 n. Chr. und stellen in diesem ungestörten Zustand eine Seltenheit dar. Sie tragen die Bezeichnungen „Befund 96“ und „Befund 131“. Der „Herr von Boilstädt“, wie ihn die Archäologen wegen der Nähe der Fundstätte zu Boilstädt nannten, obwohl das Grab in der heutigen Gemarkung Sundhausen liegt, befand sich im Befund Nr. 96. Er hatte eine Größe von 1,5 × 2,8 Meter und lag 2,3 Meter unter der Oberfläche. Unmittelbar in der Nähe wurden ein Pferdeskelett und die Überreste eines Hundes gefunden, was Rückschlüsse auf die Stellung des Toten erlaubt.
Das kleinere Grab (Befund 131) hatte geringere Abmessungen und lag nur einen Meter unter der Oberfläche.

## Bergung
Während die meisten Befunde vor Ort gesichert wurden, entschied man sich bei diesen beiden Befunden zu einer Blockbergung. Im Oktober 2013 erfolgte die Bergung und Verbringung nach Weimar-Ehringsdorf, in eine Außenstelle des  TLDA. Hier konnten die Befunde unter Laborbedingungen geborgen und konserviert werden. Dabei erwies sich der Befund 96, das Grab des „Herren von Boilstädt“, als ein Befund mit überregionaler Bedeutung.

## Der „Herr von Boilstädt“ (Befund 96)
Mit dem „Herren von Boilstädt“ konnte erstmals in Thüringen eine ungestörte christliche Bestattung  aus dem ausgehenden 6. Jahrhundert mit modernen Methoden erforscht werden. Die Ausstattung des Grabes lässt auf weitreichende Beziehungen der Thüringer Elite schließen. Die Grabkammer wurde als 17 Tonnen schwerer Block nach Weimar gebracht und von Oktober 2014 bis August 2015 freigelegt. Neben der Dokumentation wurden Funde entnommen und konserviert. Die Ausgrabung zeigte, dass die hölzerne Grabkammer ursprünglich von einem Grabhügel von etwa acht Meter Durchmesser überhügelt gewesen war. Der Tote war in der Holzgrabkammer auf einer hölzernen Liege auf dem Rücken aufgebahrt und fiel, nachdem die Liege verwittert war, auf den Bauch. Im September 2015 wurde das zuvor als separater Block eingehauste Skelett gedreht, um auch an die Funde unter dem Skelett zu kommen, ohne es zu zerstören. Im Oktober 2015 wurden die Freilegungsarbeiten abgeschlossen und die Restaurierung fortgesetzt.

### Anthropologische Befunde
Der „Herr von Boilstädt“ war etwa 30 bis 35 Jahre alt und ungefähr 1,80 Meter groß. Seine kräftige Statur und sein Stiernacken deuten, neben den Grabbeigaben, auf einen Krieger hin. Seine Zähne weisen einen erstaunlich guten Zustand auf, die auf gute Ernährung schließen lassen. Gefunden wurden an seinem Skelett sogenannte Reiterfacetten, die auf Veränderungen der Oberschenkelknochen in Form einer Ausweitung der Gelenkflächen an den Oberschenkelköpfen auf die Oberschenkelhälse hinweisen. Dies ist eine Besonderheit, die auf einen Reiter hinweist, zumal in unmittelbarer Nähe des Befundes ein Pferdeskelett gefunden wurde. Die Muskelgruppen wiesen eine normale Ausprägung auf, nur die Muskelgruppen, die beim Reiten beansprucht werden, waren überdurchschnittlich ausgebildet. Anthropologische Untersuchungen beim TLDA zeigten eine gut gerichtete Nasenbeinfraktur, die wahrscheinlich im Gesicht kaum sichtbar war. Eine vermutliche Kopfschwartenentzündung weist auf das Tragen luftundurchlässiger Kopfbedeckung hin. Es fanden sich keine Anzeichen eines gewaltsamen Todes.

### Molekulargenetische Untersuchungen
Anhand der extrahierten DNA aus den Zahnwurzeln und der genetischen Fingerabdrücke (mitochondriale DNA bzw. Chromosomen im Genom) wurde an der Universität Göttingen eine Zuordnung zu Haplogruppen durchgeführt. Es wurde festgestellt, dass die beiden Krieger nicht verwandt waren. Die Analyse der väterlichen Abstammung zeigte, dass der Ursprung der Familienlinie des „Herrn von Boilstädt“ im östlichen Europa zu finden ist, der des zweiten Kriegers im westlichen Europa liegt. Die Analyse genetischer Marker, welche die Augen- bzw. Haarfarbe codieren, ergab, dass der „Herr von Boilstädt“ blond und blauäugig war, während der zweite Krieger dunkle Haare und grünbraune Augen hatte.

### Zeichnerische Gesichtsrekonstruktion
Anhand der beim FBI verwendeten Methode der zeichnerischen Rekonstruktion wurden durch eine Sachverständige des Landeskriminalamtes Sachsen-Anhalt nach dem Aufbringen von Weichteilmarken auf dem 3D-Modell des Schädels, Transparentpapiere über diese Abstandshalter aufgebracht. Darauf wurde mit Bleistiftzeichnungen das Gesicht rekonstruiert. Mit dieser Methode kann man zwar die Proportionen des Schädels darstellen, aber Mimik, Altersmerkmale, Haare und Augenbrauen lassen sich so nicht definieren. Die Zeichnungen enthalten somit spekulative Merkmale.

### Plastische Gesichtsrekonstruktion
Mitarbeiter der Universitätsmedizin Göttingen nahmen eine plastische Gesichtsrekonstruktion vor. Dazu wurden mit Ölton die Gesichtsmuskeln auf dem mit Weichteilmarkern vorbereiteten 3D-Druck des Schädels modelliert. Die Kontur des Gesichts wird durch die Weichteilmarker und die Muskeln bestimmt. Die Form und Größe der Augen, der Nase und des Mundes wird von den Knochen bestimmt. Die Knochen bestimmen auch die Position der Ohren. Über die Form der Ohren musste aber spekuliert werden. Aus der Öltonbüste wurde ein Gipsabdruck gefertigt, mit dem dann ein Abguss aus Silikonkautschuk erstellt wurde, der dann in mehreren Schritten koloriert wurde. Die Haare von Kopf, Bart, Augenbrauen und Wimpern wurden einzeln in die Büste gewebt. Glasaugen, mit der Farbe die über die DNA-Analyse ermittelt wurde, komplettieren die Büste. Die Gestaltung der Haar- und Barttracht erfolgte auf der Grundlage von Münzfunden aus der damaligen Zeit.

### Beigaben
Zu den bedeutendsten Beigaben gehören eine byzantinische Lampe mit christlicher Symbolik und eine westgotische Goldmünze (Tremissis). In dieser Kombination sind die Funde in Deutschland einzigartig. Die herausgehobene Stellung des Mannes belegen auch die weiteren Grabbeigaben:
- Waffen wie Schildbuckel mit Buntmetallnieten, Speerspitze, Ango, Sax (einschneidiges Hiebschwert), Spatha (zweischneidiges Langschwert), Schwertgarnitur
- Reitzubehör wie Trense, mehrere Silber- und buntmetallüberzogene Eisenniete des Zaumzeuges
- Persönliche Ausrüstungsgegenstände wie Goldmünze Ende 6. Jahrhunderts, (Charonspfennig – im Mund des Befundes), Dreilagenkamm, Glasspielstein, Beutel mit Glasperlenkette, Fragment eines eisenzeitlichen Glasarmringes und mehrere Flachglassplitter, bronzene Öllampe, massiver Buntmetallring und vermutlich eine Dose aus Rinde mit einem kleinen silbernen Beschlag
- Speisebeigaben, wie Tierknochen, Eierschalen und eine Fischhaut (Hecht) belegen
- in etwa vier Meter Entfernung ein Grab mit einem enthaupteten Pferd und einem Hund.

### Galerie, Befund 96

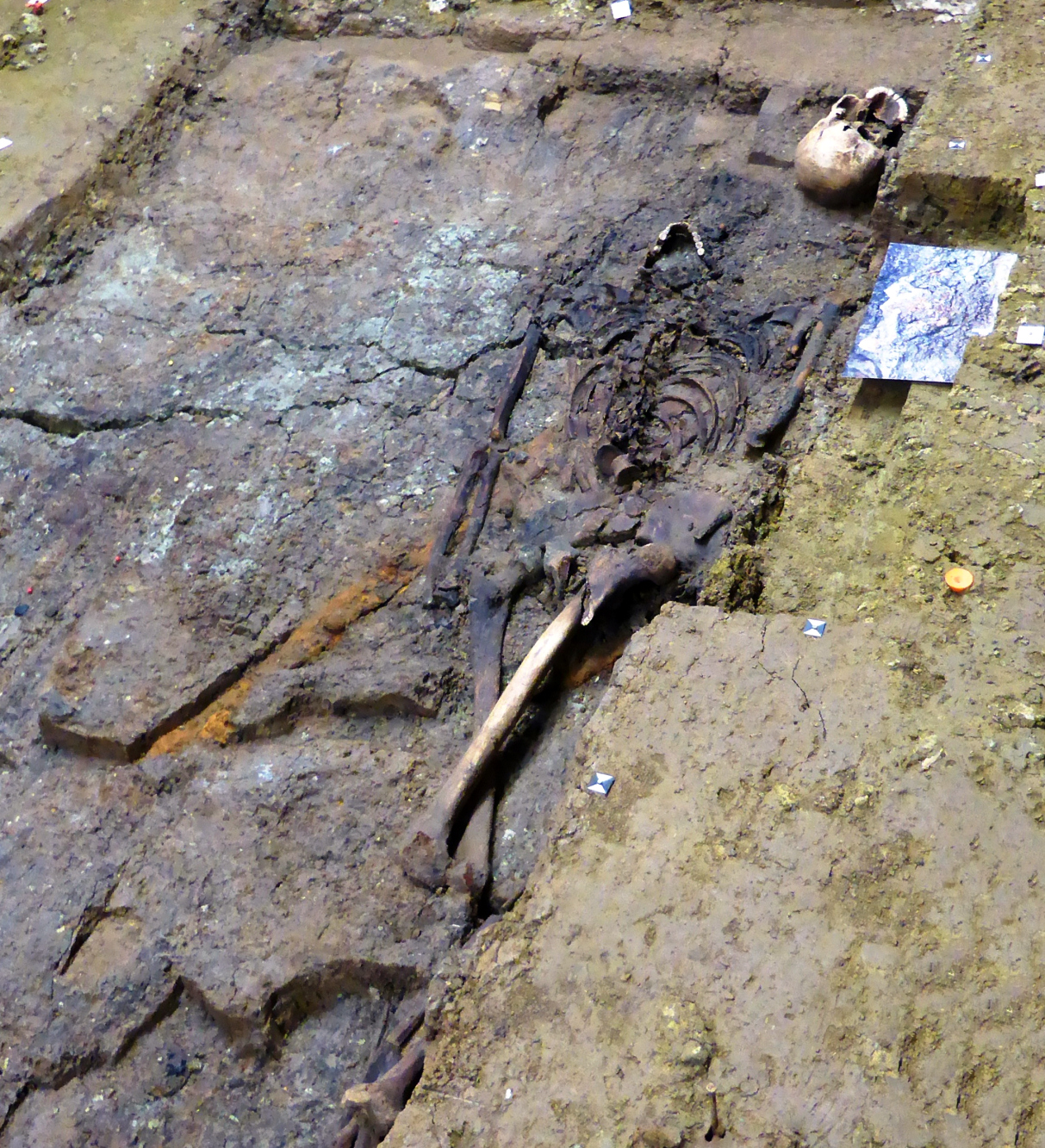
„Herr von Boilstädt“, Befund 96
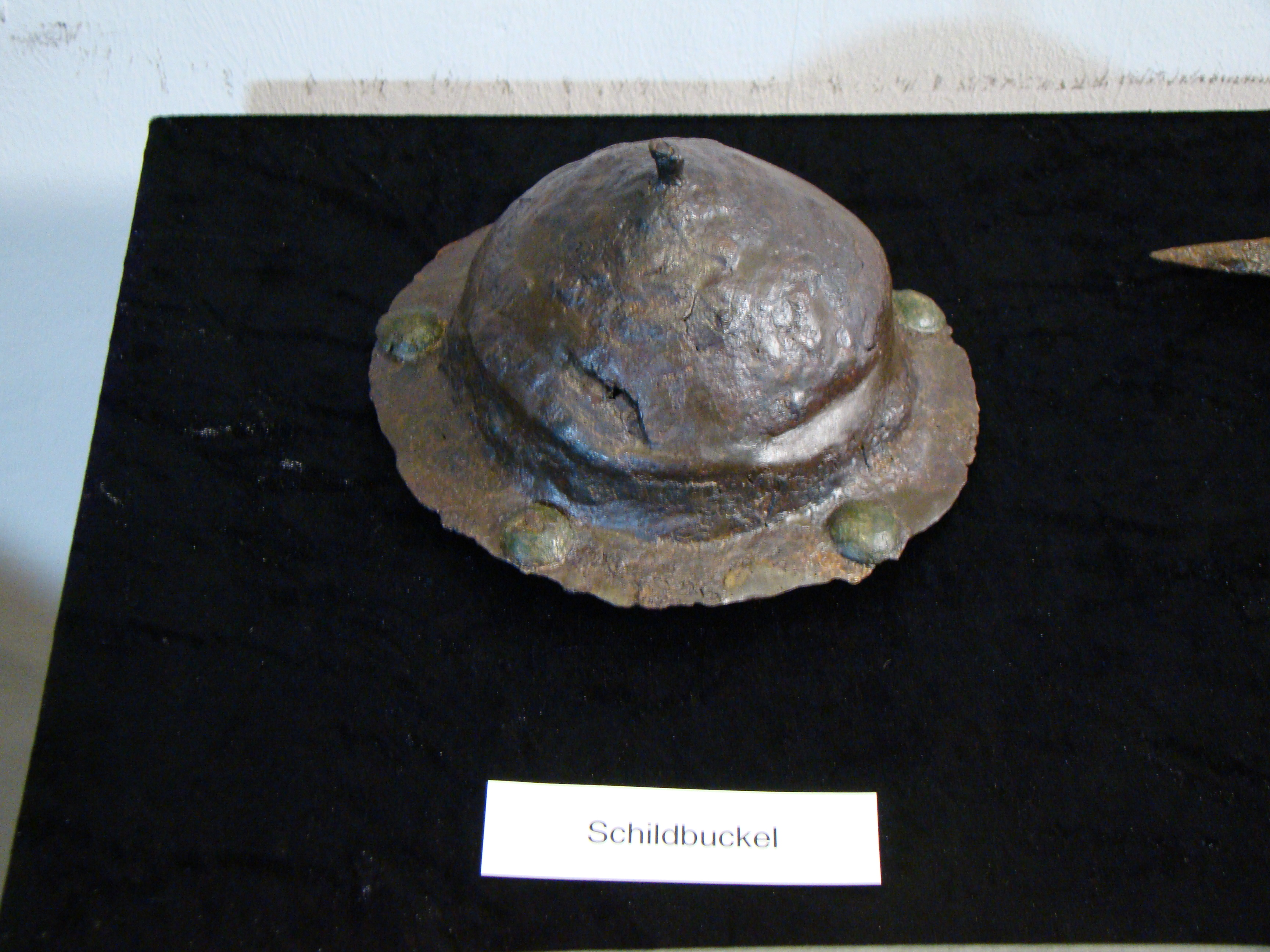
Schildbuckel
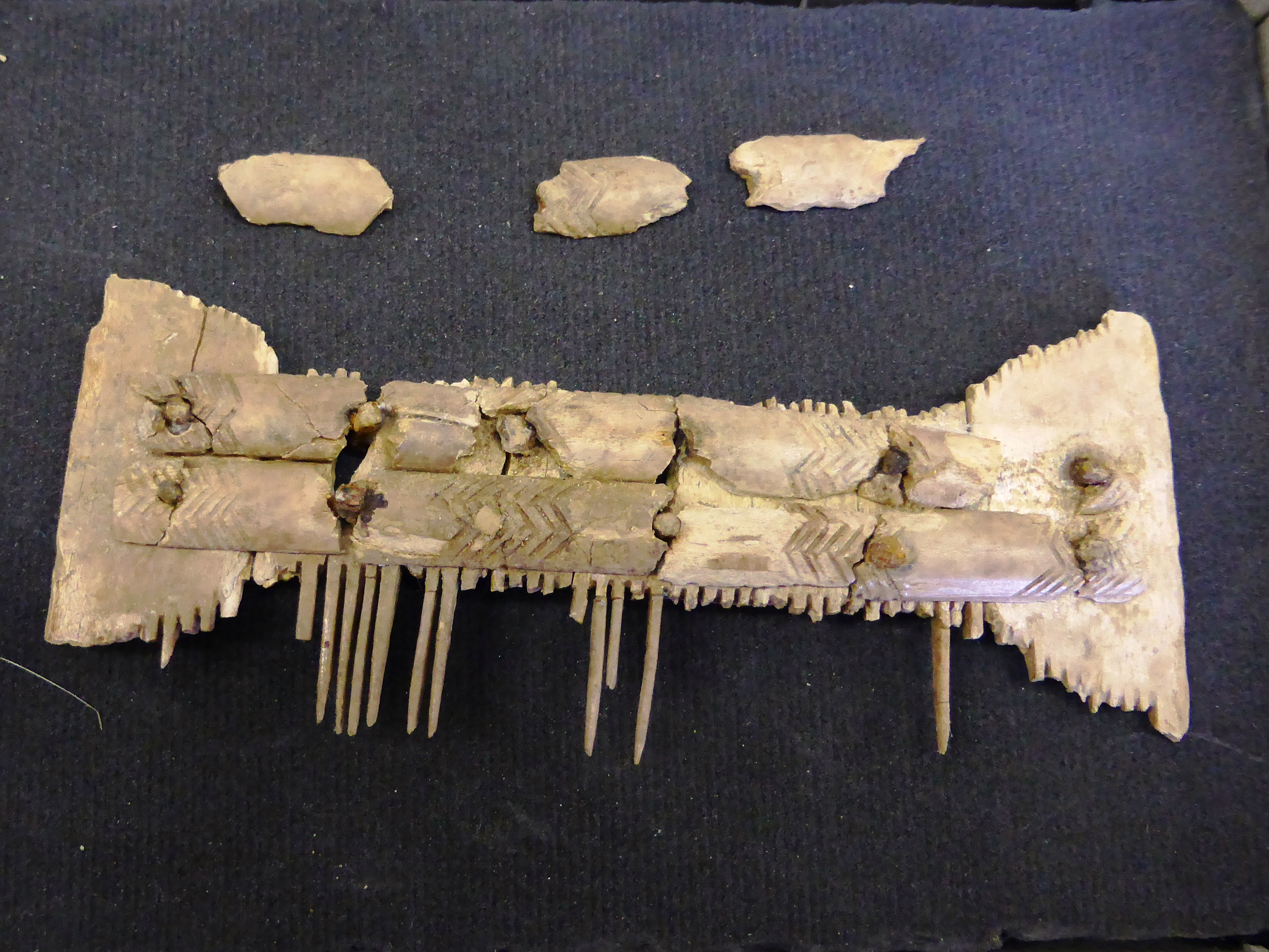
Kamm
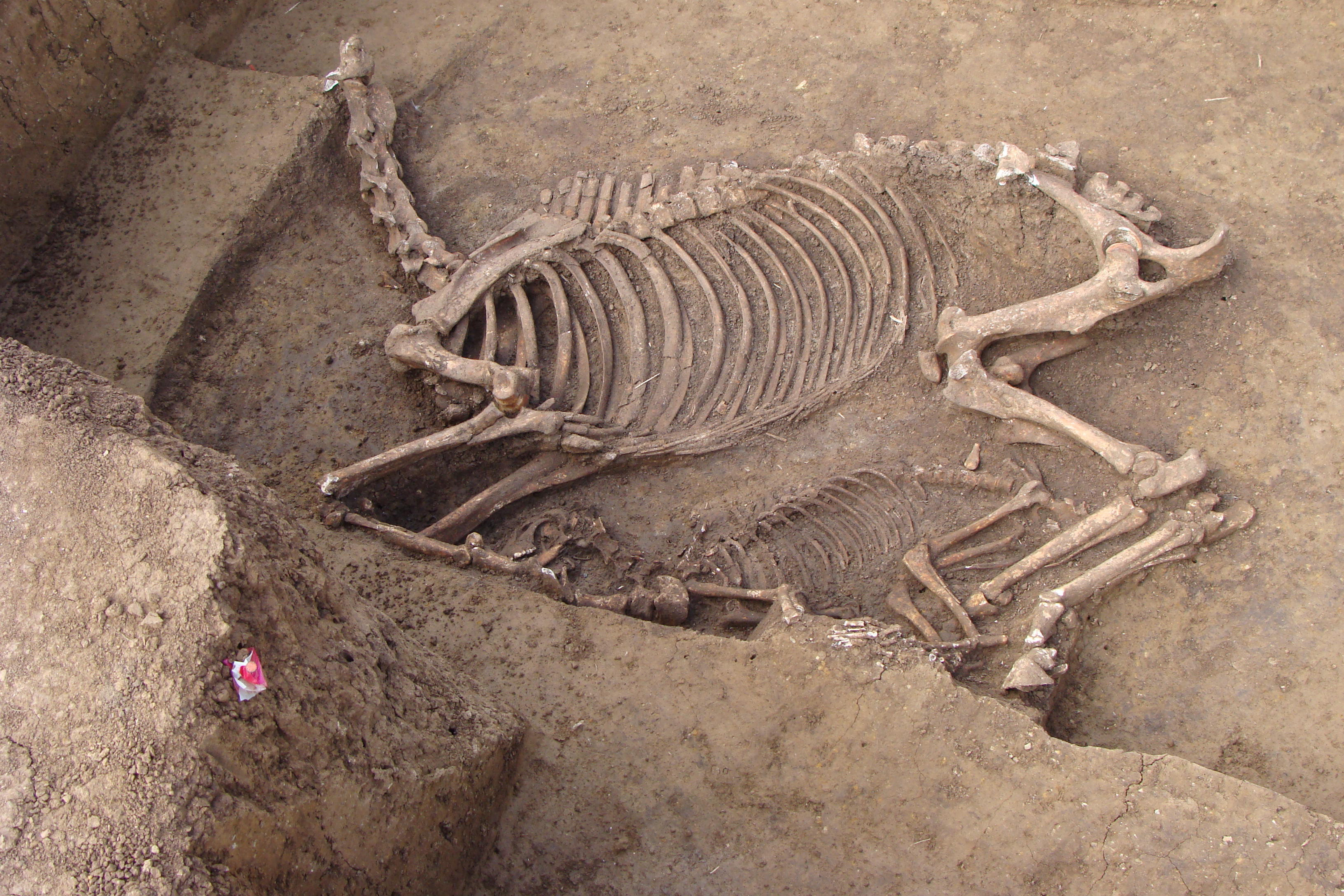
Enthauptetes Pferd mit Hund
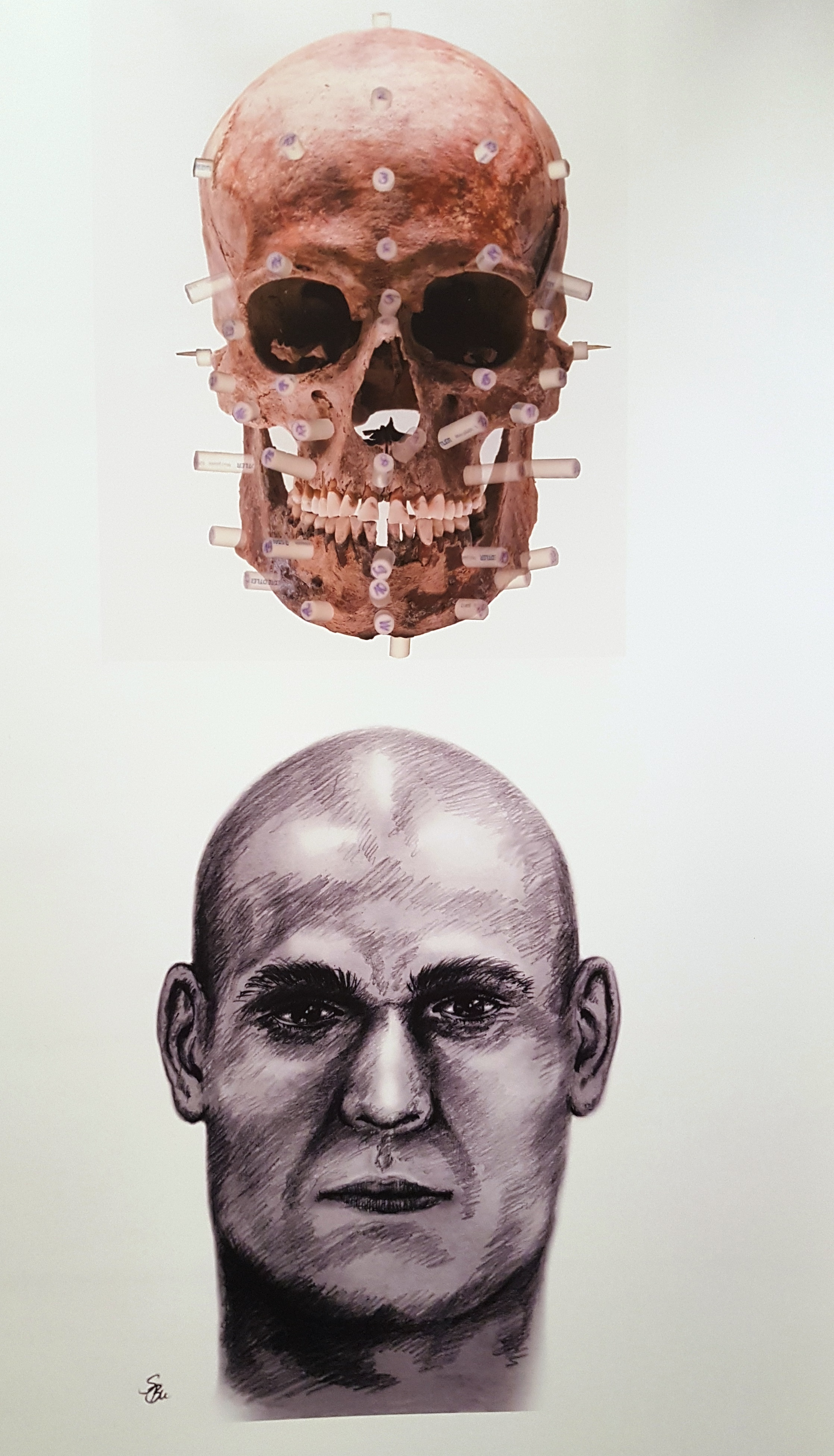
Zeichnerische Rekonstruktion, Befund 96
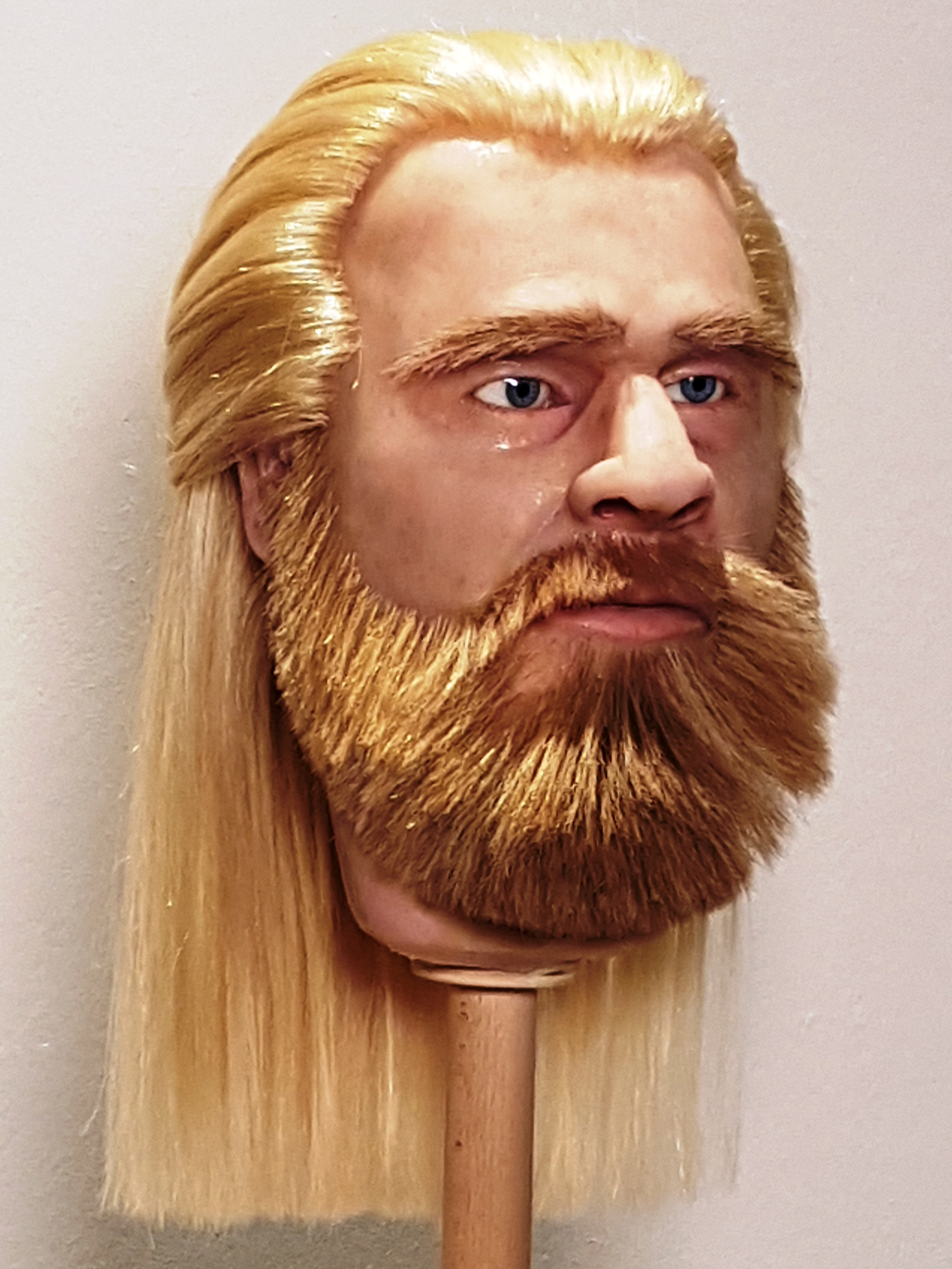
Plastische Rekonstruktion „Herr von Boilstädt“

## Zweites reiches Kriegergrab (Befund 131)
Das zweite Kriegergrab war ebenfalls in einer hölzernen Grabkammer angelegt worden. Während beim Befund 96 eine Überhügelung von ca. 8 m Durchmesser gewesen war, ist bei diesem Befund keine Überhügelung nachweisbar. Das Grab wurde in insgesamt drei Teilblöcken geborgen und im Oktober 2013 nach Weimar verbracht. Bis Ende des Jahres 2013 wurden die Funde aus den Blöcken geborgen und inzwischen vollständig restauriert.

### Anthropologische Befunde
Auch bei dem Befund 131 handelt es sich um einen Krieger, der mit seinen reichhaltigen Grabbeigaben wahrscheinlich im 7. Jahrhundert begraben wurde.

### Beigaben
Besonders erwähnenswert ist bei diesem Befund eine silbertauschierte Gürtelgarnitur, die Parallelen zu einem Pferdegeschirr aus Niederstotzingen aufweist. Es ist wahrscheinlich ein Stück aus dem frühen 7. Jahrhundert aus dem langobardischen Italien.
- Waffen: Schildbuckel, Lanzen-/Speerspitze, Sax, Spatha mit silbertauschierter Schwertgarnitur, Gürtelschnalle mit festem Beschlag, Gegenbeschlag und Rückbeschlag (Italien?)
- Reitzubehör wie Trense, mehrere eiserne Niete des Zaumzeuges sowie Sporn und Endbeschläge des Befestigungsriemens
- Persönliche Ausrüstung: Gürtelgarnituren, Tasche mit Taschenbügeln und eiserner Schnalle, darin Feuerstein und Feuerstahl, eisernes Messer, Toilettebesteck mit Schere und Rasiermesser und ein Dreilagenkamm
- Speisebeigaben: Tierknochen und Eierschalen
- etwa 6,5 Meter entfernt ein enthauptetes Pferd

### Galerie, Befund 131

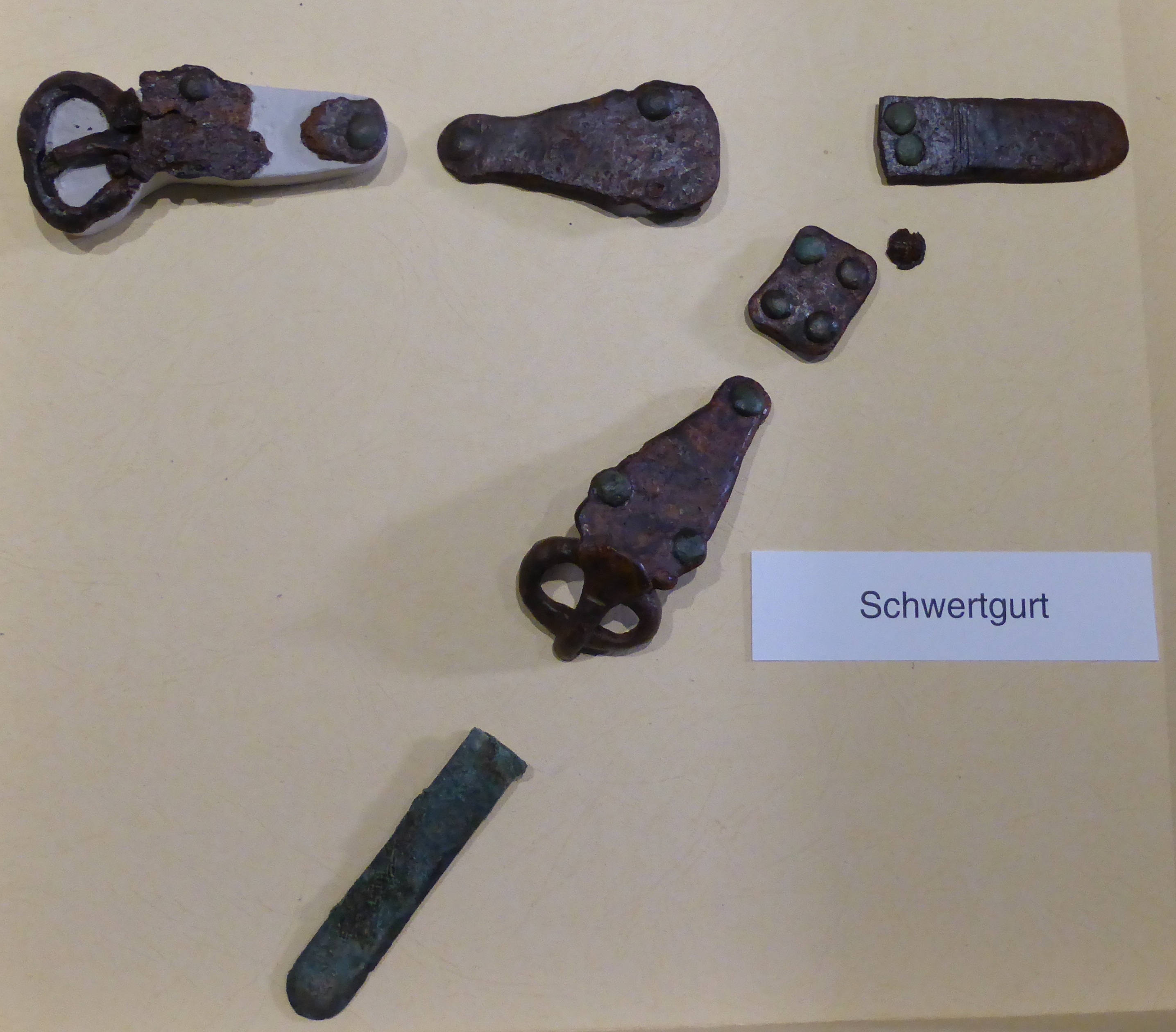
Schwertgurt, Befund 131
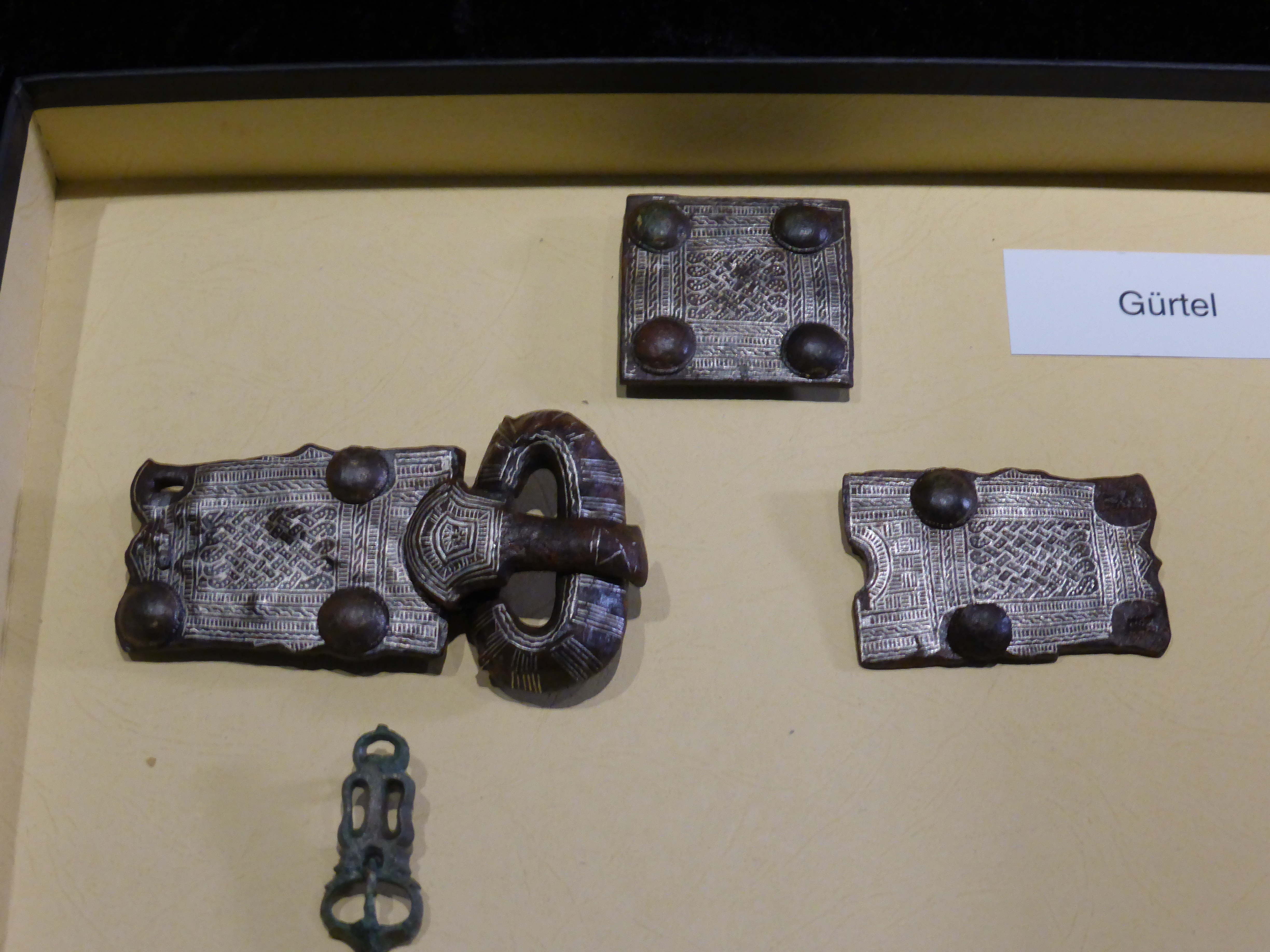
Gürtelschnalle alamannischen Ursprungs
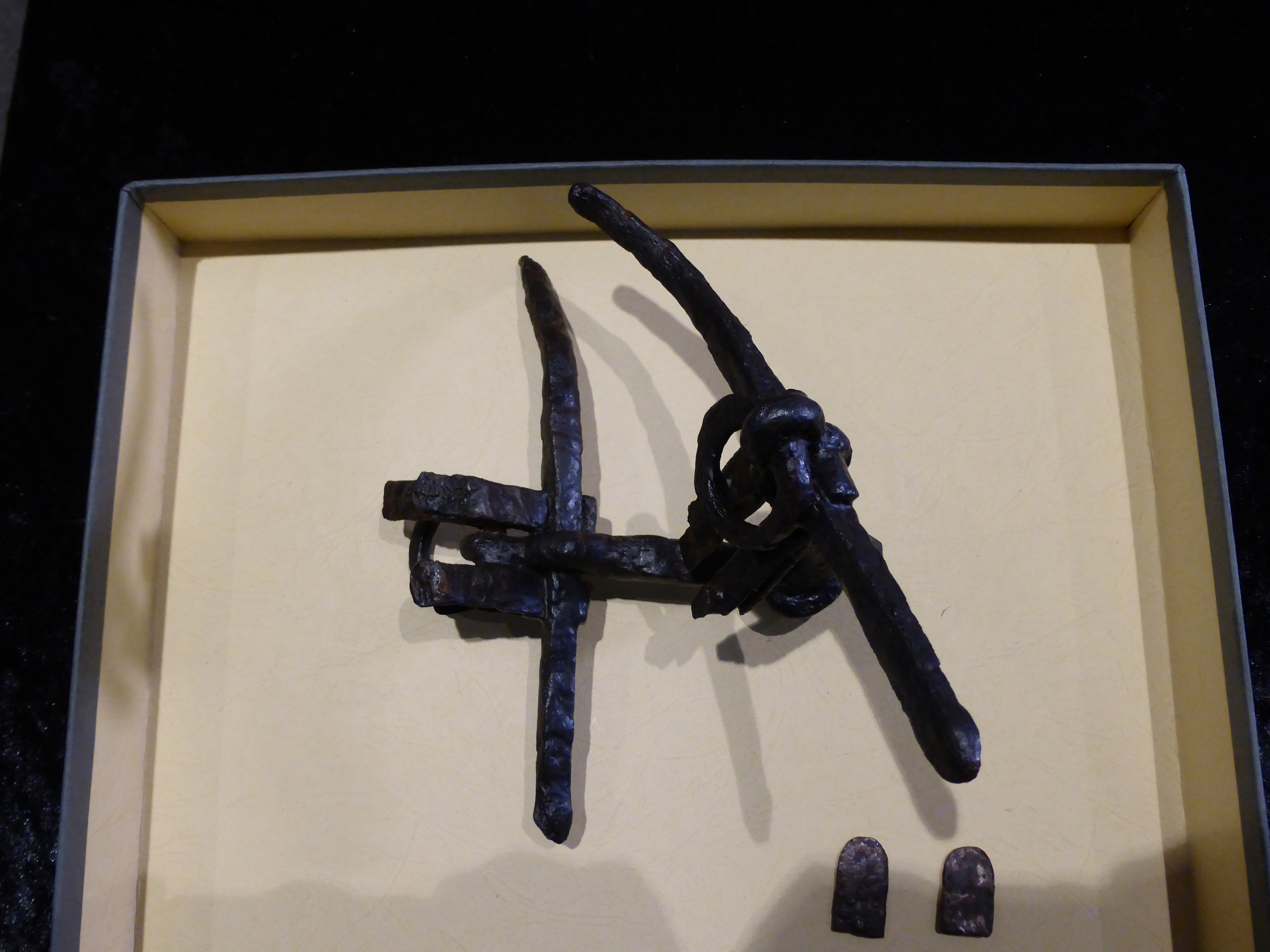
Trense (Bestandteil des Zaumzeugs)

## Datierung
Die Datierung der Grablege erfolgte typologisch aufgrund der charakteristischen Waffenausstattung und der Grabbeigaben, insbesondere der westgotischen Goldmünze. Der Befund 96 ("Herr von Boilstädt") lässt sich auf einen Zeitraum zwischen 570 und 610 n. Chr. datieren, während der Befund 131 auf einen Zeitraum zwischen 630 und 650 n. Chr. datiert werden kann. Es ist also davon auszugehen, dass zwischen den Bestattungen die Zeitspanne etwa einer Generation lag.

## Deutung
Mit dem „Herrn von Boilstädt“ konnte erstmals für den Raum Thüringen eine ungestörte frühchristliche Bestattung des späten 6. Jahrhunderts mit den Möglichkeiten moderner Forschung ergraben und untersucht werden.
Die reiche Ausstattung des Grabes lässt auf weitreichende Beziehungen der Altthüringer Elite schließen.
Besonders die Vergesellschaftung von byzantinischer Öllampe und westgotischer Münze als Charonspfennig zeugen von der gleichzeitigen Ausübung kirchlicher und (noch bestehender) 'heidnischer' Bestattungsrituale während der Christianisierung im Thüringer Raum.

## Präsentation
Vom 21. September 2018 bis 6. Januar 2019 wurden die Boilstädter Funde im Martin-Gropius-Bau in Berlin in der Ausstellung Bewegte Zeiten. Archäologie in Deutschland gezeigt, die aus Anlass des Europäischen Kulturerbejahres 2018 stattfand.
Am 19. Mai 2019 wurden die Befunde aus Boilstädt, zusammen mit den Gesichtsrekonstruktionen und einer originalgetreuen Nachbildung des Skelettes, als Sonderausstellung in die Dauerausstellung zum Frühmittelalter des Museums für Ur- und Frühgeschichte Weimar aufgenommen. Eine Videopräsentation verdeutlicht die Anordnung der Funde im Grab des „Herrn von Boilstädt“.